# Željko Perušić
Željko Perušić (Duga Resa, 23 marzo 1937 – San Gallo, 28 settembre 2017) è stato un allenatore di calcio e calciatore jugoslavo, di ruolo centrocampista.

## Palmarès

### Giocatore

#### Club
- Coppa di Jugoslavia: 3

Dinamo Zagabria: 1959-1960, 1962-1963, 1964-1965
- Campionato tedesco: 1

Monaco 1860: 1965-1966
- Lega Nazionale B: 1

San Gallo: 1970-1971

#### Nazionale
- Oro olimpico: 1

Roma 1960